# Theodor Leutwein

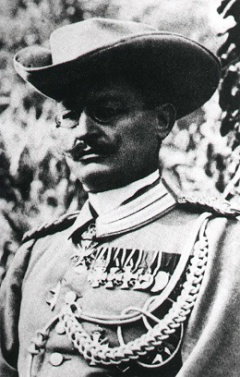
Theodor Leutwein

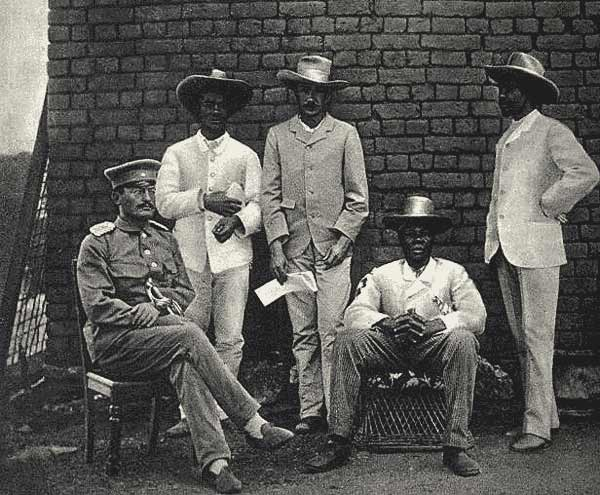
Theodor Leutwein (links zittend), Zacharias Zeraua (2e van links) en Manasse Tyiseseta (zittend 4e van links), 1895

Theodor Gotthilf Leutwein (Strümpfelbrunn, 9 mei 1849 - Freiburg, 13 april 1921) was gouverneur van Duits-Zuidwest-Afrika van begin 1894 tot eind 1904.
Leutwein maakte carrière in het leger van Pruisen, studeerde aan de militaire academie van Berlijn en gaf les in Freiburg.
In november 1893 werd Leutwein naar Duits-Zuidwest-Afrika gezonden. Op 1 januari 1894 arriveerde hij in het protectoraat en al snel nam hij de bestuurstaken over van Curt von François.
Zijn opdracht was om zonder veel bloed te vergieten, het protectoraat verder te kolonialiseren. Leutweins aanpak was om de oorlog tussen de Ovaherero onder leiding van Samuel Maharero en de Nama onder aanvoering van Hendrik Witbooi te beëindigen door beide een beschermingsverdrag te laten ondertekenen. De Ovaherero waren eerder geneigd het verdrag te accepteren. Na een aantal gevechten slaagde Leutwein erin om ook Witbooi te dwingen een verdrag te tekenen.
Leutwein stond aanvankelijk op goede voet met Samuel Maharero, maar de spanningen tussen de Ovaherero en de Duitse kolonisten nam steeds meer toe. Leutweins beleid was erop gericht de Namibische lokale bevolking te laten werken voor de nieuwe Duitse boerenbedrijven. Gedwongen door droogte en een runderpestepidemie in 1897 waardoor de Ovaherero van de helft van hun veestapel verloren, moesten velen zich als arbeider verhuren aan de Duitse boeren en hun land verkopen.
Terwijl aanhoudende problemen met Namagroepen in het zuiden van het huidige Namibië Leutweins troepen bezighielden, kwamen de Ovaherero begin 1904 in opstand (zie Namibische Genocide). Leutweins rol was hierna spoedig over. Na 11 jaar gouverneurschap werd hij afgelost door Lothar von Trotha.
Uit de gratie gevallen van de Duitse keizer Wilhelm II en verguisd door zijn landgenoten in Zuidwest-Afrika keerde hij eind 1904 terug naar Duitsland. In het daaropvolgende jaar ging hij met pensioen en in 1906 publiceerde hij een boek over zijn gouverneurschap van Duits Zuidwest-Afrika.